# John Ernest McMillin
Pour les articles homonymes, voir McMillin.
John Ernest McMillin (1884-21 août 1949) est un entrepreneur et un homme politique canadien de l'Ontario. Il est  brièvement député fédéral progressiste-conservateur de la circonscription ontarienne de Greenwood en 1949, car il meurt peu après l'élection.

## Biographie
Né à Kingston en Ontario, McMillin travaille comme constructeur dans la partie est de Toronto pendant une vingtaine d'années. Il est également un partenaire de la Main Realty Company de Toronto et le président de la Ontario Property Owners Association.
Son action politique commence en devenant commissaire scolaire en 1943. Élu lors de l'élection de juin 1949,, McMillin meurt 56 jours plus tard d'une crise cardiaque avant même que le parlement ne siège. Une élection partielle est rapidement organisée et le Parti progressiste-conservateur conserve la circonscription avec l'élection de James MacKerras Macdonnell qui avait été défait dans Muskoka—Ontario lors de l'élection générale de juin.
Il siège également comme membre au conseil de l'église Glenmount United de l'Église unie du Canada.